# Vodacom Cup 2015
La Vodacom Cup de 2015 fue la decimoctava y última edición del torneo para selecciones provinciales de Sudáfrica.
El torneo se disputó en el primer semestre en paralelo al Súper Rugby, mientras que la Currie Cup se disputó en el segundo semestre.
El campeón fue el equipo de Pumas quienes obtuvieron su primer campeonato.

## Sistema de disputa
El torneo se disputó en zonas que se distribuyeron por cercanía geográfica, los cuatro mejores equipos de cada zona clasificaron a los cuartos de final.

## Clasificación

### Sección Norte
| Pos. | Equipo             | Encuentros | Encuentros | Encuentros | Encuentros | Tantos | Tantos | Tantos | PB | PB | Puntos |
| Pos. | Equipo             | PJ         | PG         | PE         | PP         | F      | C      | Dif    | BO | BD | Puntos |
| ---- | ------------------ | ---------- | ---------- | ---------- | ---------- | ------ | ------ | ------ | -- | -- | ------ |
| 1.º  | Golden Lions       | 7          | 7          | 0          | 0          | 279    | 108    | +171   | 5  | 0  | 33     |
| 2.º  | Blue Bulls         | 7          | 6          | 0          | 1          | 282    | 114    | +168   | 5  | 0  | 29     |
| 3.º  | Pumas              | 7          | 5          | 0          | 2          | 263    | 114    | +149   | 3  | 1  | 24     |
| 4.º  | Leopards XV        | 7          | 4          | 0          | 3          | 208    | 217    | −9     | 4  | 0  | 20     |
| 5.º  | Falcons            | 7          | 3          | 0          | 4          | 213    | 200    | +13    | 5  | 2  | 19     |
| 6.º  | Griffons           | 7          | 2          | 0          | 5          | 160    | 286    | −126   | 3  | 0  | 11     |
| 7.º  | Welwitschias       | 7          | 1          | 0          | 6          | 94     | 285    | −191   | 2  | 1  | 7      |
| 8.º  | Limpopo Blue Bulls | 7          | 0          | 0          | 7          | 115    | 290    | −175   | 1  | 1  | 2      |

### Sección Sur
| Pos. | Equipo                 | Encuentros | Encuentros | Encuentros | Encuentros | Tantos | Tantos | Tantos | PB | PB | Puntos |
| Pos. | Equipo                 | PJ         | PG         | PE         | PP         | F      | C      | Dif    | BO | BD | Puntos |
| ---- | ---------------------- | ---------- | ---------- | ---------- | ---------- | ------ | ------ | ------ | -- | -- | ------ |
| 1.º  | Western Province       | 7          | 7          | 0          | 0          | 188    | 103    | +85    | 4  | 0  | 32     |
| 2.º  | Griquas                | 7          | 6          | 0          | 1          | 205    | 138    | +67    | 3  | 1  | 28     |
| 3.º  | Free State Cheetahs    | 7          | 4          | 0          | 3          | 215    | 170    | +45    | 4  | 2  | 22     |
| 4.º  | SWD Eagles             | 7          | 4          | 0          | 3          | 193    | 137    | +56    | 3  | 1  | 20     |
| 5.º  | Eastern Province Kings | 7          | 3          | 0          | 4          | 181    | 162    | +19    | 3  | 2  | 17     |
| 6.º  | Natal Sharks           | 7          | 2          | 0          | 5          | 180    | 165    | +15    | 2  | 1  | 11     |
| 7.º  | Border Bulldogs        | 7          | 1          | 0          | 6          | 104    | 206    | −102   | 1  | 1  | 6      |
| 8.º  | Boland Cavaliers       | 7          | 1          | 0          | 6          | 105    | 290    | −185   | 1  | 0  | 5      |

|  | Cuartos de final. |

### Cuartos de final
| 15 de mayo | Griquas | 14 - 28 | Pumas | Griqua Park, Kimberley |  |

| 15 de mayo | Blue Bulls | 44 - 21 | Free State Cheetahs | Loftus Versfeld, Pretoria |  |

| 16 de mayo | Golden Lions | 29 - 21 | SWD Eagles | Ellis Park Stadium, Johannesburgo |  |

| 16 de mayo | Western Province | 47 - 22 | Leopards XV | City Park Stadium, Athlone |  |

### Semifinales
| 22 de mayo | Golden Lions | 20 - 43 | Pumas | Ellis Park Stadium, Johannesburgo |  |

| 23 de mayo | Western Province | 10 - 6 | Blue Bulls | Newlands Stadium, Ciudad del Cabo |  |

### Final
| 30 de mayo | Western Province | 7 - 24 | Pumas | Newlands Stadium, Ciudad del Cabo |  |

| Bandera de Sudáfrica |
| Campeón Pumas        |
| Primer título        |